# Evaristo Nugkuag Ikanan
Evaristo Nugkuag Ikanan (1950) es un activista indígena y ecologista peruano, perteneciente a la etnia awajún. Organizó la AIDESEP (Asociación interétnica de desarrollo de la selva peruana) y la COICA (Coordinadora de las Organizaciones Indígenas de la Cuenca Amazónica).
En 1991 recibió el Premio Goldman para el Medio Ambiente como reconocimiento a su labor para organizar a los diferentes pueblos indígenas de la Amazonia en alianzas a nivel local, nacional e internacional para defender sus derechos comunes.

## Enlaces relacionados
- Asociación Interétnica de Desarrollo de la Selva Peruana (AIDESEP)
- Declaración sobre los Derechos de los Pueblos Indígenas